# Barbara Buhl (Richterin)
Barbara Buhl (* 18. Dezember 1936 in Bremen; † 23. Januar 2025) war eine deutsche Richterin.

## Ausbildung
Barbara Buhl wurde in Bremen geboren und wuchs dort auf. Nach dem Abitur ging sie für ein Jahr nach Schottland und studierte ein Jahr lang Philologie, nahm aber dann das Studium der Rechtswissenschaft auf. Sie studierte an den Universitäten von Tübingen, Göttingen und Kiel.
1961 absolvierte sie die Erste Juristische Staatsprüfung und begann danach das Rechtsreferendariat. Dieses leistete sie überwiegend in Bremen, aber auch ein Jahr lang als Gastreferendarin beim Kammergericht Berlin ab. 1966 folgte die Zweite Juristische Staatsprüfung.

## Beruflicher Werdegang
Am 2. Oktober 1967 wurde Barbara Buhl zur Richterin an das Sozialgericht Bremen berufen.
1971 wechselte sie in den Wissenschaftlichen Dienst des Deutschen Bundestages. Mehr als sieben Jahre war sie dort Gutachterin im Fachbereich VI – Arbeit und Sozialordnung, Jugend, Familie und Gesundheit. Fast alle Sachgebiete, die in die Zuständigkeit der Sozialgerichtsbarkeit fallen, gehörten dort zu ihren Aufgabenbereichen. Zusätzlich war die Juristin auch als Referentin für das Bundesamt für den Zivildienst tätig.
Zum 1. Juli 1978 wurde Barbara Buhl Direktorin des Sozialgerichts Bremen. In den Jahren darauf war sie auch als Prüferin für die Erste und Zweite Juristische Staatsprüfung tätig.
Im Januar 1984 wurde sie für die Amtszeit 1983 bis 1987 zum stellvertretenden Mitglied an den Staatsgerichtshof der Freien Hansestadt Bremen gewählt. Im Januar 1988 betraute die Bremische Bürgerschaft sie für die Amtszeit 1988 bis 1992 erneut mit diesem Amt.
Am 17. Mai 2001 wurde die Juristin in den Ruhestand verabschiedet.

## Engagement
Die Juristin setzte sich für die berufliche Förderung von Frauen ein: Im Jahr 2000 wurde Barbara Buhl eine der Expertinnen beim Expertinnen-Beratungsnetz Bremen e.V., einer Internetberatung für Frauen. Dieses Angebot wurde für Frauen geschaffen, die sich zum beruflichen Einstieg, Umstieg oder Aufstieg im Beruf online beraten lassen wollten.